# Leucopis auraria
Leucopis auraria är en tvåvingeart som beskrevs av Tanasijtshuk 1961. Leucopis auraria ingår i släktet Leucopis och familjen markflugor. Inga underarter finns listade i Catalogue of Life.